# Daviston
Daviston – miasto w Stanach Zjednoczonych, w stanie Alabama, w hrabstwie Tallapoosa. W roku 2023 miasto zamieszkiwało 176 osób, a gęstość zaludnienia wynosiła 7,4 osoby/km².